# Sopaczów
Sopaczów (ukr. Сопачів, Sopacziw) – wieś na Ukrainie, w obwodzie rówieńskim, w rejonie waraskim, w hromadzie Warasz. W 2001 liczyła 1005 mieszkańców.
W okresie międzywojennym wieś znajdowała się w granicach II RP, wchodząc w skład gminy Rafałówka w powiecie sarneńskim, w województwie wołyńskim.
W czasie okupacji niemieckiej mieszkające tutaj ukraińskie rodziny Huzowatych, Krawczuków, Snieżków i Melnyków udzielały pomocy Żydom. Po wojnie Instytut Jad Waszem uhonorował za to tytułami Sprawiedliwych wśród Narodów Świata Prokipa i Liherę Huzowatych, Hryhorija i Stefaniję Krawczuków, Sawę i Olhę Snieżków, Andrija i Hannę Melnyków oraz ich córkę Anastasiję.